# Planchonella lamii
Planchonella lamii är en tvåhjärtbladig växtart som beskrevs av Pieter van Royen. Planchonella lamii ingår i släktet Planchonella och familjen Sapotaceae. Inga underarter finns listade i Catalogue of Life.